# Рассоха (Свердловская область)
Рассоха — посёлок в Белоярском районе Свердловской области России. Входит в Белоярский муниципальный округ.
Ранее посёлок входил в состав Косулинского сельсовета Белоярского района.

## Географическое положение
Посёлок Рассоха расположен в 30 километрах (по автотрассе в 35 километрах) к юго-востоку от города Екатеринбурга и в 22 километрах к западо-юго-западу от посёлка Белоярского, у истока реки Россохи.
К северу от посёлка проходит автодорога Екатеринбург — Тюмень (часть федеральной автомагистрали М12 «Восток»). В районе Рассохи от М-12 на юго-восток ведёт автотрасса Екатеринбург — Курган.

## Население
| 2002 | 2010 | 2021 |
| ---- | ---- | ---- |
| 406  | ↘336 | ↘198 |

## Инфраструктура
Старая часть посёлка разделена на 57 улиц, семь проездов и одну площадь.
В посёлке имеются магазины «Пятёрочка» и «Верный», гостиница, ФАП, строительный рынок. На центральной площади размещён памятный знак с именами защитников Отечества, погибших в Великой Отечественной войне 1941-1945 гг.

## Транспорт
Вблизи посёлка расположена железнодорожная станция Хризолитовый.
С Рассохой имеется автобусное сообщение по автодороге Екатеринбург — Курган: маршруты 530 (Каменск-Уральский), 534 (Курган), 536 (Каменск-Уральский), 572 (Каменск-Уральский), 899 (Курган), 128 (Уральский), остановка «Поворот на Рассоху».